# Bruno Warendorp († 1457)
Bruno Warendorp († 30. September 1457 in Lübeck) war ein Ratsherr und Bürgermeister der Hansestadt Lübeck.

## Leben
Bruno Warendorp war Sohn des Lübecker Ratsherrn Bruno Warendorp († 1411). 1426 wurde ihm vom Lübecker Bischof Johann das Patronat einer von seinem Großvater gestifteten Präbende am Lübecker Dom verliehen. Er war nach einer Eintragung im Lübecker Niederstadtbuch vom 22. Juli 1428 kurzzeitig Gefangener des Herzogs Erich I. von Braunschweig-Grubenhagen in Einbeck. Warendorp wurde 1428 in den Lübecker Rat erwählt und dort 1432 zum Lübecker Bürgermeister bestimmt. 1429 reiste Warendorp als Gesandter der Stadt zur Marienburg und verhandelte mit Paul von Rusdorf, dem Hochmeister des Deutschen Ordens, über dessen Beteiligung am Krieg gegen Dänemark. Bruno Warendorp trat 1434 oder 1435 aus dem Lübecker Rat aus; die Gründe für diesen Schritt sind nicht bekannt. In Testamenten Lübecker Bürger wird er mehrfach als Urkundszeuge und als Vormund aufgeführt.
Bruno Warendorp war Mitglied der patrizischen Zirkelgesellschaft, als deren Schaffer er 1443 noch belegt ist. Er war zweimal verheiratet, in erster Ehe mit Elisabeth, einer Tochter des Bürgermeisters Henning von Rentelen. Er war Eigentümer der Güter Israelsdorf, Brandenbaum und Hohewarte. Er wurde im Chorraum der Kirche des Burgklosters bestattet. Seine Wappengrabplatte ist in der Literatur beschrieben, aber nicht erhalten. Bis ins 18. Jahrhundert war auch noch ein Totenschild an der Ostwand der Kirche erhalten. Über sein Testament veranlasste er, dass im Rahmen seiner Memoria das dreibändige Werk "Malogranatum" für das Kloster St. Magdalenen in Hildesheim abgeschrieben werden soll, welches dann 1459 fertig gestellt wurde. Er muss folglich Beziehungen irgendeiner Art nach Hildesheim gehabt haben.
Der spätere Ratsherr Volmar Warendorp war sein Sohn.